# Налимов, Михаил Николаевич
Михаил Николаевич Налимов (1894, Михайловское, Костромская губерния — 2 октября 1937, Харьков) — коммунистический политический деятель, чиновник, младший унтер-офицер русской армии. С 1918 года член РКП(б). Воин РККА (1918—1921). Председатель Исполнительного комитета Уманского уездного Совета (Киевская губерния). Член Центральной контрольной комиссии КП(б) Украины. 2-й секретарь Харьковского областного комитета КП(б) Украины. Член ЦК КП(б) Украины.

## Биография
Родился в 1894 году в селе Михайловское (ныне — Галичского района Костромской области).
С 1916 года по январь 1918 года в русской армии.
С 1918 года член РКП(б).
С августа 1918 года по май 1921 года в РККА.
С 1921 года по 1922 год на советской работе.
С 1922 года — председатель Исполнительного комитета Уманского уездного Совета (Киевская губерния).
С 1922 года по 1925 год — председатель Исполнительного комитета окружного Совета.
С 12 декабря 1925 года по 20 ноября 1927 года — член Центральной контрольной комиссии КП(б) Украины.
С 1927 года в ЦК КП(б) Украины.
С 29 ноября 1927 года по 27 мая 1937 год — член ЦК КП(б) Украины.
С 1929 года по 1930 год — ответственный секретарь Сумского окружного комитета КП(б) Украины.
С 1931 года по июль 1932 года — ответственный секретарь Сталинского городского комитета КП(б) Украины.
С 29 июля 1932 года по 19 сентября 1932 года — председатель Исполнительного комитета Донецкого областного Совета.
С сентября 1932 года — заместитель председателя Исполнительного комитета Донецкого областного Совета.
В Харькове 18 января 1934 года по 23 января 1934 года участвовал в XII съезд КП(б).
С марта 1937 года по июль 1937 года — 2-й секретарь Харьковского областного комитета КП(б) Украины.
Арестован 17 июля 1937 года.
Осуждён 1 октября 1937 года Военной коллегией Верховного суда СССР за участие в антисоветской террористической организации правых.
Расстрелян 2 октября 1937 года в Харькове.
Реабилитирован 15 декабря 1956 года.